# Francesc Sala Oliveras
Francesc Sala Oliveras (Manresa, 19 de maig de 1958) és un ciclista català, ja retirat, que fou professional entre 1980 i 1985. Va competir en carretera, ciclocròs i ciclisme de muntanya. En el seu palmarès destaquen sis campionats d'Espanya, quatre de ciclocròs i dos en camp a través.
El 1987 va ser guardonat amb la Medalla de la ciutat de Manresa al mèrit esportiu en categoria d'Argent.

## Palmarès en ruta
- 1978
  - 1r a la Volta a Lleida
  - Vencedor d'una etapa al Cinturó a Mallorca

### Resultats a la Volta a Espanya
- 1980. 58è de la classificació general
- 1982. 30è de la classificació general

## Palmarès en ciclocròs
- 1982
  -  Campió d'Espanya de ciclocròs
- 1985
  -  Campió d'Espanya de ciclocròs
- 1987
  -  Campió d'Espanya de ciclocròs
- 1988
  -  Campió d'Espanya de ciclocròs

## Palmarès ciclisme de muntanya
- 1989
  -  Campió d'Espanya en Camp a través
- 1991
  -  Campió d'Espanya en Camp a través